# Кнуты
Кнуты (укр. Кнути) — село в Сосницком районе Черниговской области Украины. Население 277 человек. Занимает площадь 0,78 км².
Код КОАТУУ: 7424986502. Почтовый индекс: 16151. Телефонный код: +380 4655.

## Власть
Орган местного самоуправления — Пекаревский сельский совет. Почтовый адрес: 16150, Черниговская обл., Сосницкий р-н, с. Пекарев, ул. Довженко, 37а.